# Bertók Lajos
Bertók Lajos (Debrecen, 1966. május 1. – Budapest (Lupa-sziget), 2006. július 10.) Jászai Mari-díjas magyar színész.

## Életpályája
1985-től a Színház- és Filmművészeti Főiskolára vették fel. A főiskola elvégzése után a Debreceni Csokonai Színházban, a Szegedi Nemzeti Színházban, és az egri Gárdonyi Géza Színházban játszott. Haláláig a Budapesti Kamaraszínház tagja volt. 2006-ban a Dunába fulladt.

## Színházi szerepei
A Színházi adattárban regisztrált bemutatóinak száma: 132; ugyanitt ötvenkilenc színházi felvételen is látható.
- Várkonyi Mátyás-Miklós Tibor: Sztárcsinálók... Juvenalis (1993)
- A kassai polgárok – Thália színház (2000)
- Bűn és bűnhődés a rácsok mögött (Amper, Raszkolnyikov) – Budapesti Kamaraszínház (2001)
- Egy őrült naplója (Popriscsin) – Budapesti Kamaraszínház (2003)
- Hamlet, dán királyfi (Hamlet, dán királyfi)
- Harold és Maude (Harold)
- Világtalanok (Apa)

## Filmjei
- Zafír (1989)
- A Mi szerelmünk (2000) …Légoza László
- Kisváros (2000) …Alföldi őrnagy
- Kanyaron túl (2002) …Zsiráf
- Aranyváros (2002) …András
- Ultra (2003) …terrorista
- A Porcelánbaba (2003) …tiszt
- Igazi Mikulás (2005) …Turai
- Vadászat angolokra (2006) …Stomm
- Delta (2008) …Mihail

## Díjai
- Criticai Lapok pályaszakasz díja (2001)
- POSZT Legjobb férfiszereplőnek járó díja (2002)
- Színi Kritikusok Legjobb férfiszereplőnek járó díja (2003)
- Jászai Mari-díj (2003)
- Súgó csiga-díj (2003)
- Színikritikusok díja, életműdíj (2006)

## További tudnivalók
- Antal Nimród eredetileg neki szánta a Kontroll főszerepét, amit végül Csányi Sándor kapott meg.
- Bertók másik meg nem valósult filmje Mundruczó Kornél Deltája.[1]
- Bertók híres sportember volt, a futás volt a fő szenvedélye. A Színészolimpián aranyérmet szerzett többek között triatlonban is.
- Sri Chimnoy: Békemarathon 2. hely
- Színészolimpia: 5000 m: 1. hely
- Színészolimpia: triatlon: 1. hely